# Tegelbacken
59°19′42″N 18°03′41″Ø / 59.32833°N 18.06139°Ø
Tegelbacken er en større plads og vejkrydsning i det centrale Stockholm, beliggende i Norrmalm nær Vasagatan og Centralbron. Ved Tegelbacken er biltrafikken forbundet med kørebaner til Centralbron (Nynäsvägen),  Vasabron (Gamla stan), Norr Mälarstrand (Kungsholmen, Essingeleden), Klarastrandsleden (Uppsalavägen) og Klaratunnelen (Stockholms City).

## Områdets historie

### Tegelbackseländet
Området fra det nuværende Centralpalatset til Stadshusbron gik under navnet Tegelhamnen i 1848. Da Stockholms centralstation og Vasabron blev bygget i slutningen af 1800-tallet, fik stedet en central betydning.
I 1877 blev sporvognslinjen trukket til Tegelbacken, hvilket skabte en meget travl overskæring mellem jernbane og letbane-, motorkøretøj-, cykel- og fodgængertrafik. På denne måde blev begrebet "Tegelbackseländet" født, da jernbanebommene lukkede trafikken flere gange i timen, hvilket gav anledning til stor irritation blandt passagererne, især i myldretiden. Der var dog oprindeligt en underføring til mindre køretøjer langs letbanesporene. Den hektiske trafiksituation gik delvis i sig selv i slutningen af 1940'erne, da der blev bygget en viadukt til sporvogne og almindelig gadetrafik over jernbanesporene. Ved Højretrafikomlægningen den 3. september 1967 blev den nuværende Tegelbacken åbnet med overskæringen mellem jernbane- og gadetrafik.

### Letbanelinjer til de vestlige forstæder
Letbanelinjerne 11, 12 og 13 startede fra Tegelbacken mod de vestlige forstæder og havde en vejbue, der gik rundt om Kronprinsens stall som stod midt på pladsen, havde fire etager og indeholdt de to caféer, Cirkeln og Tysta Mari. Før i tiden gik vendesløjfen rundt om Centralpalatset (med stop på Rödbodtorget). 

### Klara-kvarteret
Nord for pladsen lå Klara-kvarteret med Stockholms avisdistrikt tættest på Tegelbacken. Dagens Nyheter, Stockholmstidningen, Svenska Dagbladet, Aftonbladet og mange andre mindre og til tider kortlivede aviser og dagblade havde deres redaktioner der, hvilket betød, at restauranter som Tennstopet blev samlingssted for en del journalister og andre forfattere. I dag er det eneste spor fra avisernes tid Aftonbladets gamle ur, der blev sat op på det senere opførte AMF-hus. Navnet "Journalistkrogen" lever videre trods de store områdefornyelser. Tyst Mari har efterladt sig spor i form af gangbroen Tyst Marigången, der forbinder Klara Västra Kyrkogata med Tegelbacken.

### Norrmalms totalfornyelse
At Sveavägen skulle knyttes til den fremtidige Centralbron blev besluttet allerede i 1945 inden for rammerne af Norrmalms totalfornyelse, hvilket gjorde trafikafviklingen endnu mere kompliceret. Det vanskelige jernbane-/vejtrafikkryds ved Tegelbacken havde engageret mange af datidens berømte arkitekter, bl.a. efterlod Tage William-Olsson (manden bag Slussens firkløverløsning) forskellige skitser til idéer. I princippet var det dog forslaget fra Stockholms trafikafdeling til en byplan for Nedre Norrmalm i 1943, der blev gennemført.

## Tegelbacken i dag
"Tegelbackseländet" eksisterede frem til Højretrafikomlægningen (H-dagen) den 3. september 1967. På det tidspunkt blev den nuværende Tegelbacken og overskæringen mellem metro, jernbane og gadetrafik åbnet. Samtidig forsvandt sporvognene fra Stockholms gadebillede, og Järnvägsparken skrumpede betydeligt ind. 
Den tidligere bebyggelse omkring pladsen, med undtagelse af Centralpalatset, blev revet ned og erstattet af kontorbygninger og et hotel. Kronprinsens stall fra 1783 blev nedrevet og Hotel Sheraton blev opført i hjørnet af Vasagatan med hovedindgang mod Tegelbacken. 
Ved siden af Sheraton, på adressen Tegelbacken 4, ligger ejendommen Snäckan 8. Bygningen blev oprindeligt opført til Regeringskansliet efter tegninger af Erik Thelaus arkitektkontor, og revisionsfirmaet KPMG lejede sig ind i Snäckan de næste 25 år. Efter KPMG i 2016 flyttede til Esselte-huset, solgte ejeren Skanska ejendommen til Sveriges Kommuner och Landsting. Skanska planlægger en nedrivning og et byggeri af et nyt hovedkvarter til organisationen.
I Centralpalatsets stueetage holdt Sveriges første japanske restaurant, Seikoen til i mange år. Nu findes der anden restaurantvirksomhed. Ejendommen administreres i øvrigt af Regeringskansliet.

## Tegelbacken i musik og litteratur
Vejkrydsningen har efterladt nogle aftryk i kulturen. Placeringen er central i sangen "Balladen om det stora slagsmålet på Tegelbacken" af Olle Adolphson om "grabbarna från Eken som gick till Tegelbacken för att skipa rätt", og er derfor blevet prydet med et af Stockholms litterære symboler. Foruden Olle Adolphson selv, har Siw Malmkvist ligeledes lavet en klassisk indspilning af visen. Den fiktive detektiv Ture Sventon med sine kontorer et par blokke væk fra Tegelbacken på hjørnet af Drottninggatan og Jakobsgatan, købte sine temlor (fastelavnsboller) i Rotas konditori på Tegelbacken. I rockbandet Kent's nummer "LSD, någon?" på albummet Tillbaka till samtiden nævnes Tegelbacken i linjen "Blåljus vid Tegelbacken//Våren är här".

## Bygninger
- Centralpalatset
- Hotel Sheraton
- Tegelbacken 4
- Sveriges miljøministerium

### Historiske bygninger
- Centralpostkontoret
- Kronprinsens stall
- Tysta Mari
- Keyserska huset
- Canadas ambassade i Stockholm